# Takht-i-Bahi
Takht-i-Bahi byl buddhistický klášterní komplex, jehož počátky sahají do 1. století př. n. l. V současné době z kláštera zbyly jen archeologické pozůstatky, které tvoří jednu z hlavních památek Pákistánu. Od roku 1980 je celý komplex součástí světového dědictví.